# Kvantumtérelmélet
A kvantumtérelmélet a kvantummechanika általánosítása fizikai mezőkre, más szóval térelméletekre. Az általánosítás analóg a kiterjedés nélküli tömegpontokkal dolgozó klasszikus mechanika és a folytonos közegek (például hidrodinamika vagy a rugalmas közegek mechanikája) kapcsolatához.
A 21. századi elméleti fizika nagyon sikeres kvantumtérelméletei az elektromágneses kölcsönhatást leíró kvantum-elektrodinamika (QED), illetve az elektromágnes és gyenge kölcsönhatást egyesítő Glashow–Salam–Weinberg-modell, illetve az erős kölcsönhatást leíró kvantum-színdinamika (QCD). A fentebbi elméletek közös jellemzője, hogy valamennyien ún. mértéktérelméletek (vagy más néven Yang-Mills-elméletek), ami annyit jelent, hogy modellben szereplő fizikai mennyiségek (mérhetőek) a téridő minden pontjában (lokálisan) eleget tesznek valamilyen belső szimmetriacsoporttal jellemezhető szimmetriának.
Mint azt Noether 1915-ben kimutatta, abból, hogy egy elmélet rendelkezik egy adott szimmetriával, akkor a szimmetriához tartozik egy megmaradó fizikai áram és egy megmaradó fizikai töltés, ez a Noether-tétel. A klasszikus elektrodinamika esetén (illetve kvantumelektrodinamika) ez a szimmetria azt jelenti, hogy a négyes vektorpotenciál egy tetszőleges valós skalármező gradiens-ének erejéig meghatározhatatlan. Matematikailag megmutatható, hogy ez az mértékszimmetria az ún. U(1) csoporttal írható le (egységnyi abszolútértékű komplex fázissal való szórzás) és a Noether-tétel értelmében ez a szimmetriatulajdonság az elméletben az elektromos töltés megmaradását eredményezi. 
A Yang-Mills elmélet általánosítja ezt az elméletet és az ún. SU(N) csoportra való szimmetriát tételezi föl. A fizikai megmaradó mennyiségek ekkor az elektrogyenge töltéssel gyarapodnak és az elméletből az következik, hogy még három fajta közvetítő bozon létezik (W- és Z-bozonok, ezek közül a W+ és a W- elektrogyenge töltést hordoz, míg a Z0 semleges. A Yang-Mills elmélet eddig minden kísérleti próbát kiállt és bebizonyította, hogy az elektromágneses és a gyenge kölcsönhatás nagy energiákon megkülönböztethetetlenné válik, az elektromágneses kölcsönhatás erőssége az energia függvényében csökken, a gyenge kölcsönhatás erőssége pedig nő.
A kvantum-színdinamika a kvantum-elektrodinamika általánosítása arra az esetre, amikor a szimmetria csoport 3 dimenziós, az ún. SU(3). Ennek a mértéktérelméletnek az elméleti következménye az ún. színtöltések létezése és hogy az erős kölcsönhatást közvetítő bozonok (8-féle) maguk is szín-töltöttek. A színtöltésre a mindennapi életből jól ismert pozitív, negatív elektromos töltés (ill. észak-déli mágneses sarok) absztrakciójaként gondolhatunk: az erős kölcsönhatás csak akkor működik, ha három különböző („színű”) töltésforrás cserélgeti egymás között a bozonokat. A kvantumszíndinamika, ellentétben az elektrogyenge kölcsönhatást leíró Yang-Mills elmélettel, csak nagy energiákon oldható meg közelítőleg, mert ekkor a kölcsönhatás csatolási állandója (erőssége) ekkor válik eléggé kicsivé ahhoz, hogy a sorfejtéses matematikai módszerek (perturbációszámítás) működjenek. A kvantumszíndinamika nemlineáris egyenletei alacsonyabb energiákon (például a hadronok belsejében csak numerikus szimulációkkal, nagy nehézségek és igen nagy számítási kapacitású számítógépekkel vagy ún. fenomenologikus (ad hoc paramétereket tartalmazó) modellekkel vizsgálhatóak.
A standard modellként emlegetett modell, amely eddig minden kísérleti próbát elképesztő pontossággal állt ki, tulajdonképpen két elmélet, a kvantum-színdinamika és (az elektrogyenge kölcsönhatást leíró) Yang-Mills elmélet együttese. A két különálló elméletet sikeresen, matematikai szempontból kifogástalanul egyesítő ún. Nagy Egyesített Elmélet (GUT) kidolgozása évtizedek óta várat magára. Ezért az elméleti fizikusok nagy energiával kezdtek az olyan, a mértékelméleteken túl mutató, kvantuntérelméletek vizsgálatába, mint a különböző húrelméletek.

## Problémák a kvantumtérelméletekkel
A kvantumtérelméletek jelenleg matematikailag „nem jól definiáltak”, ugyanis a téridőben folytonosnak feltételezett kvantummező végtelen mennyiségeket eredményeznek az elmélet kezeléséhez szükséges perturbációszámítási eljárások elvégzése közben. Noha a fellépő végtelen mennyiségeket a renormálásnak nevezett eljárással, amely a divergens mennyiségeknek a részecskék nyugalmi tömegébe való olvasztását jelenti, sikerült a problémát megkerülni.
A kvantumtérelméletek (a kvantumelektrodinamikát kivéve nemlineáris) parciális differenciálegyenleteit analitikusan ugyan csak perturbációszámítással tudjuk vizsgálni, de az utóbbi 20 évben – óriási számítási kapacitású számítógépek segítségével – a kvantumrácselméletek szimulációja sokat segített például a kvantum-színdinamika (QCD) alacsony energiás viselkedésének megértésében.
A kvantumrácselméletekben, ahol a kvantumos fizikai mennyiségek csak egy téridőrács pontjaiban vannak definiálva, a divergenciák nem lépnek fel a véges rácsméret miatt. 